# Doktorzy honoris causa Politechniki Warszawskiej
Doktorzy honoris causa Politechniki Warszawskiej – osoby, które od 1924 roku otrzymały tytuł doktora honoris causa Politechniki Warszawskiej.

## II Rzeczpospolita

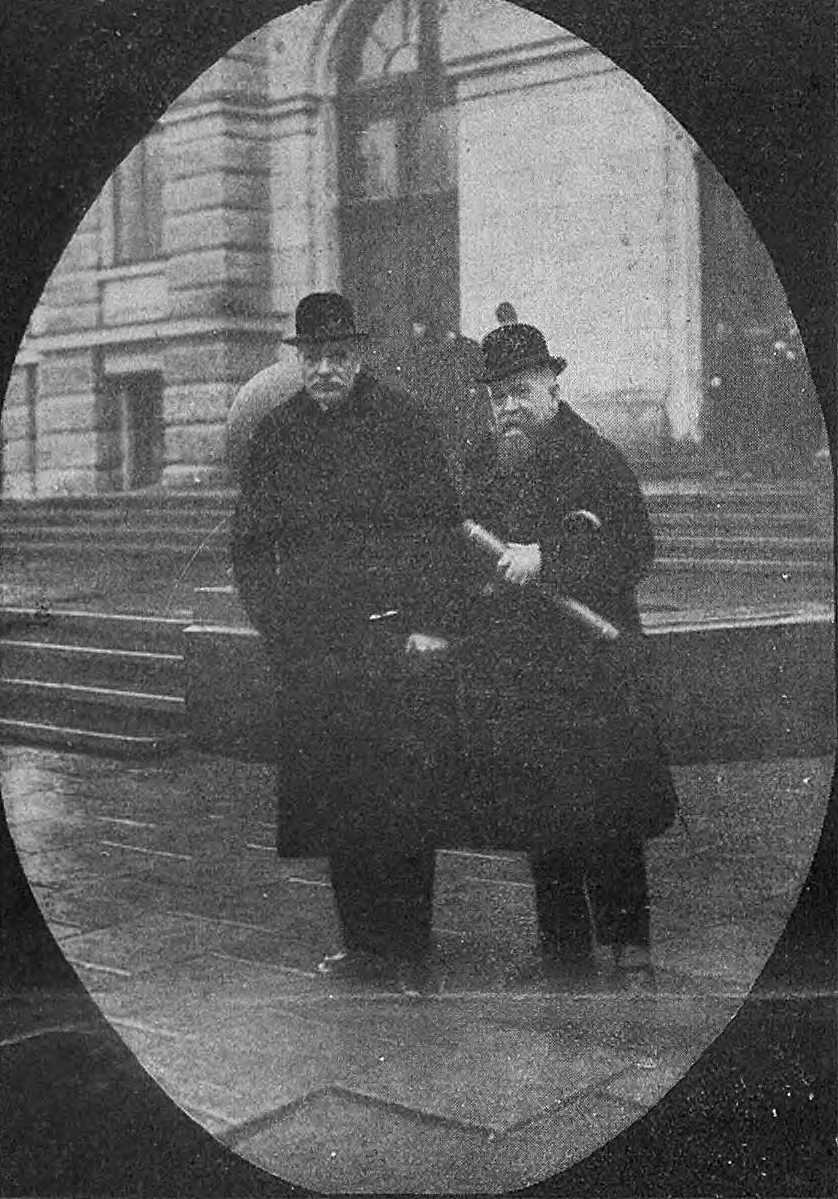
Doktorzy hc Ignacy Mościcki i Aleksander Rothert z otrzymanymi dyplomami na początku 1925

- 1924[1]
  - Karol Pollak
  - Ignacy Mościcki
  - Aleksander Rothert
- 1925
  - Andrzej Kędzior
- 1926
  - Maria Skłodowska-Curie
  - Józef Boguski
  - Ignacy Mościcki
  - Willem Hendrik Keesom (Holandia)
- 1928
  - Jan Czochralski
- 1929
  - Maksymilian Thullie
- 1930
  - Bogdan Hutten-Czapski
- 1931
  - Stanisław Grzybowski
  - Józef Morozewicz
- 1938
  - Andrzej Pszenicki
  - Edward Śmigły-Rydz
  - Lucjan K. Grabowski

## Polska Rzeczpospolita Ludowa
- 1947
  - Maksymilian Tytus Huber
  - Tadeusz Tołwiński
  - Józef Zawadzki
- 1950
  - Zdzisław Mączeński
- 1956
  - Balthasar Van Der Pol (Holandia)
- 1957
  - Jean Lugeon (Szwajcaria)
- 1960
  - Bohdan Stefanowski
  - Witold Wierzbicki
- 1961
  - Luigi Nervi (Włochy)
  - Wojciech Alojzy Świętosławski
- 1962
  - Janusz Groszkowski
- 1963
  - Leonid Siedow (ZSRR)
- 1972
  - Włodzimierz Kirillin (ZSRR)
- 1973
  - Bronisław Tadeusz Massalski (USA)
- 1974
  - Jewgienij Fiodorow (ZSRR)
  - Stefan Straszewicz
  - Wacław Olszak
- 1976
  - Veikko Pentti Johannes Laasonen (Finlandia)
  - Dionizy Smoleński
  - Jurij Nikołajewicz Sokołow (ZSRR)
- 1981
  - Witold Nowacki
  - Tadeusz Urbański
- 1986
  - Janusz Lech Jakubowski
  - Jan Józef Podoski
- 1987
  - Yoshiaki Arata (Japonia)
  - Ignacy Brach
  - Zygmunt Rudolf
- 1989
  - Zygmunt Stanisław Makowski (Wielka Brytania)
  - Olgierd Zienkiewicz (Wielka Brytania)
  - Antoni Kazimierz Oppenheim (USA)

## III Rzeczpospolita
- 1990
  - Karol Zbigniew Caroll Porczyński
  - Janusz Tymowski
- 1991
  - Kazimierz Wejchert
- 1995
  - Zdzisław Marciniak
  - Helmut Böhme
- 1996
  - Władysław Findeisen
- 1997
  - Wacław Zalewski
- 1999
  - Janusz Stanisław Przemieniecki
- 2000
  - Klaas Roelof Westerterp (Holandia)
- 2001
  - Jerzy Sołtan
  - Marek Dietrich
  - Maciej Władysław Grabski
- 2004
  - Tadeusz Kaczorek
- 2005
  - Joachim Metzner
- 2008
  - Kazimierz Thiel
  - Jan Oderfeld
  - Franco Giannini
- 2011
  - Andrzej Kajetan Wróblewski
  - Aaron Ciechanower[2]
- 2012
  - Michał Heller
  - Jean Paul Larçon
- 2014
  - Michaił Zgurowski[3]
- 2015
  - Mieczysław Mąkosza[4]
  - Grzegorz Rozenberg[4]
- 2017
  - Andrzej Nowak[5]
- 2020
  - Andrzej Strójwąs
  - Michael Stanley Whittingham